# Brug 868
Brug 868 is een kunstwerk  in Amsterdam-Zuid.
Het betonnen bouwwerk wordt aangeduid als brug, maar is een viaduct/tunnel. Op het lage niveau reizen voetgangers en fietsers oost-west. Op het hoge niveau ligt de Europaboulevard. Het viaduct maakt deel uit van een viaductenstelsel die de kruising tussen Europaboulevard, Rijksweg 10, het spoor en de metrolijn vormt. Daarbij zijn drie partijen in het spel: Rijkswaterstaat (de ringweg en dus Europaboulevardbrug), Nederlandse Spoorwegen/ProRail (spoorbaan) en de gemeente Amsterdam (metrobrug en de omgeving). De gemeente legde ook brug 867 aan en brug 869 (afrit Rijksweg naar Europaboulevard), die vrijwel gelijktijdig gebouwd werden en verbonden zijn door keerwanden. De drie bouwwerken naar een ontwerp van Dirk Sterenberg van de Dienst der Publieke Werken laten eenzelfde uiterlijk zien, waarbij met name de kanteelachtige balustrades opvallen. Sterenberg paste die ook toe bij andere bruggen in de stad, zoals bij brug 704. 
Brug 868 werd in twee fasen gebouwd. Daarbij werd eerst het westelijk deel opgeleverd. Dit was nodig om het snelverkeer op het niveau te brengen van de oprit van de rijksweg richting westen. Het oostelijk deel van brug 868 kon later aangelegd worden, want dat deel van de ringweg werd ook later geopend. De Europaboulevard vormde enige tijd het oostelijk eindpunt van een in ontwikkeling zijnde Ringweg-Zuid.
Het kunstwerk maakt deel uit van De Groene Zoom, een groenstrook met voet- en fietspaden, dat hier ten noorden langs de Rijksweg 10 is gecreëerd.
In 2020 zette Rosalie de Graaf een muurschildering getiteld Kissing monkeys op een van de keermuren.
<<< · 801 · 802 · 803 · 804 · 805 · 808 · 811 · 812 · 813 · 814 · 815 · 816 · 817 · 818 · 819 · 820 · 821 · 822 · 823 · 824 · 825 · 826 · 827 · 828 · 829 · 830 · 831 · 832 · 833 · 834 · 835 · 836 · 837 · 838 · 839 · 840 · 841 · 842 · 844 · 845 · 846 · 848 · 849 · 850 ·  854 · 856 · 857 · 858 · 859 · 860 · 863 · 864 · 865 · 866 · 867 · 868 · 869 · 870 · 871 · 872 · 873 · 875 · 876 · 877 · 889 · 890 · 891 · 892 · 893 · 895 · 896 · 897 · 898 · 899 · >>>
Brugnummers 800, 806, 807, 809, 810, 843 (gesloopt, Uilenstede, Amstelveen), 847 (Uilenstede, Amstelveen) , 851 (gesloopt, Dirk Sterenberg), 852 (gesloopt, Dirk Sterenberg), 853 (gesloopt, Dirk Sterenberg), 855, 861, 862, 874, 878, 879, 880, 881, 882, 883, 884, 885, 886, 887, 888, 894 zijn niet (meer) vergeven.